# Supercopa swazi de futbol
La supercopa swazi de futbol (Swazi Charity Cup o Swazi Telecom Charity Cup) és una competició futbolística de Swazilàndia.

## Historial
Font:
Charity Shield
- 1992: Denver Sundowns

Swazi Paper Mills Champion of Champions
- 1993: Mbabane Swallows 5-0 Manzini Wanderers

Charity Cup
- 1996: Eleven Men in Flight
- 1998: Mbabane Highlanders 2-0 Mbabane Swallows
- 1999: Mbabane Swallows (jugat en format lligueta)
- 2000: Denver Sundowns

Baphalali Charity Cup
- 2001: Nkomazi Sundowns 2-0 Young Buffaloes

Swazi Telecom Charity Cup
- 2002: Manzini Wanderers 1-1 Royal Leopards [5-3 pen]
- 2003: Manzini Wanderers 2-0 Mbabane Swallows
- 2004: Mbabane Swallows 1-0 Mbabane Highlanders
- 2005: Manzini Wanderers 1-0 Mbabane Highlanders
- 2006: Royal Leopards 3-1 Mbabane Swallows
- 2007: Mbabane Highlanders abd Manzini Wanderers [abandonat amb 2-0 al minut 75]
- 2008: Mbabane Highlanders 0-0 Mbabane Swallows [5-4 pen]
- 2009: Moneni Pirates FC 2-1 Mbabane Highlanders
- 2010: Mbabane Highlanders 1-0 Manzini Wanderers
- 2011: Manzini Sundowns 2-1 Manzini Wanderers
- 2012: Manzini Sundowns 1-0 Young Buffaloes FC
- 2013: Royal Leopards 0-0 Young Buffaloes FC [pr., 4-1 pen]
- 2014: Mbabane Swallows 0-0 Royal Leopards [pr., 5-4 pen]
- 2015: Royal Leopards 1-0 Mbabane Swallows
- 2016: Royal Leopards 2-0 Manzini Wanderers
- 2017: Mbabane Swallows 1-1 Royal Leopards [5-4 pen]
- 2018: Mbabane Swallows 2-1 Mbabane Highlanders
- 2019: